# Chu Ching-wu
Paul Chu (nascido Ching-Wu Chu; 朱經武; pinyin: Zhū Jīngwǔ, Changsha, 12 de fevereiro de 1941) é um físico sino/estadunidense.